# Минин, Игорь Владимирович (кёрлингист)
И́горь Влади́мирович Ми́нин (род. 5 января 1965, Ленинград) — российский кёрлингист и тренер по кёрлингу.
Мастер спорта России (кёрлинг).
Победитель и призёр чемпионатов страны, Кубка России, участник чемпионатов Европы (1992—1995) по кёрлингу.
Тренер высшей категории по кёрлингу. Один из основателей петербургской и отечественной тренерской школы кёрлинга (с 1991 года).
Выпускник Государственного дважды орденоносного института физической культуры им. П. Ф. Лесгафта (1988).
Кандидат психологических наук.
Член Исполкома Федерации кёрлинга России.
Президент Федерации кёрлинга Санкт-Петербурга.

## Достижения
- Чемпионат России по кёрлингу среди мужчин: золото (1993, 1995, 1997, 2004), серебро (1996, 2000, 2002), бронза (1994, 2001, 2009)[3].

## Команды
| Сезон   | Четвёртый            | Третий              | Второй             | Первый               | Запасной           | Тренер             | Турниры                               |
| ------- | -------------------- | ------------------- | ------------------ | -------------------- | ------------------ | ------------------ | ------------------------------------- |
| 1992—93 | Игорь Минин          | Юрий Шулико         | Денис Антоник      | Алексей Христолюбов  |                    |                    | ЧЕ 1992 (16 место)                    |
| 1992—93 | Игорь Минин          | Дмитрий Мельников   | Олег Тулантьев     | Денис Антоник        |                    |                    | ЧРМ 1993                              |
| 1993—94 | Игорь Минин          | Юрий Шулико         | Денис Антоник      | Александр Колесников | Дмитрий Мельников  |                    | ЧЕ 1993 (16 место)                    |
| 1993—94 | Игорь Минин          | Алексей Христолюбов | Пётр Кожин         | Сергей Горчаков      |                    |                    | ЧРМ 1994                              |
| 1994—95 | Игорь Минин          | Юрий Шулико         | Денис Антоник      | Александр Колесников | Дмитрий Мельников  |                    | ЧЕ 1994 (19 место)                    |
| 1994—95 | Игорь Минин          | Юрий Шулико         | Денис Антоник      | Дмитрий Мельников    |                    |                    | ЧРМ 1995                              |
| 1995—96 | Игорь Минин          | Денис Антоник       | Алексей Целоусов   | Дмитрий Мельников    |                    | Юрий Шулико        | ЧЕ 1995 (16 место)                    |
| 1995—96 | Игорь Минин          | Юрий Шулико         | Денис Антоник      | Дмитрий Мельников    | Алексей Целоусов   |                    | ЧРМ 1996                              |
| 1996—97 | Игорь Минин          | Владимир Степанов   | Дмитрий Мельников  | Денис Антоник        |                    |                    | ЧРМ 1997                              |
| 1999—00 | Игорь Минин          | Владимир Степанов   | Пётр Кожин         | —                    |                    |                    | ЧРМ 2000                              |
| 2000—01 | Игорь Минин          | Владимир Степанов   | К. Тихонов         | Пётр Кожин           |                    |                    | ЧРМ 2001                              |
| 2001—02 | Игорь Минин          | Владимир Степанов   | К. Тихонов         | Пётр Кожин           |                    |                    | ЧРМ 2002                              |
| 2003—04 | Игорь Минин          | Дмитрий Мельников   | В. Степанов        | С. Захаров           | Александр Бойко    |                    | ЧРМ 2004                              |
| 2007—08 | Игорь Минин          | ?                   | ?                  | ?                    |                    |                    | КРМ 2007 (6 место)                    |
| 2008—09 | Пётр Дрон            | Игорь Минин         | Станислав Семёнов  | Виктор Воробьёв      | Артур Ражабов      |                    | КРМ 2008 (6 место) · ЧРМ 2009         |
| 2009—10 | Пётр Дрон            | Игорь Минин         | Станислав Семёнов  | Виктор Воробьёв      | Артур Ражабов      |                    | КРМ 2009 (7 место) ЧРМ 2010 (7 место) |
| 2015—16 | Дмитрий Дмитриевский | Сергей Захаров      | Александр Андросов | Олег Колесов         | Игорь Минин        | Екатерина Антонова | ЧМВ 2016 (24 место)                   |
| 2016—17 | Игорь Минин          | Сергей Короленко    | Сергей Нарудинов   | Олег Бадилин         | Юрий Ердюков       | Александр Бадилин  | ЧМВ 2017 (15 место)                   |
| 2017—18 | Игорь Минин          | Сергей Короленко    | Олег Бадилин       | Владимир Степанов    | Михаил Ривкинд     | Александр Бадилин  | ЧМВ 2018 (22 место)                   |
| 2018—19 | Игорь Минин          | Сергей Короленко    | Олег Бадилин       | Михаил Ривкинд       | Александр Андросов | Александр Бадилин  | ЧМВ 2019 (22 место)                   |

(скипы выделены полужирным шрифтом)

## Результаты как тренера национальных сборных
| Год  | Турнир                                                   | Сборная                | Место |
| ---- | -------------------------------------------------------- | ---------------------- | ----- |
| 2014 | Чемпионат Европы по кёрлингу среди смешанных команд 2014 | Россия (смеш. команда) | 5     |
| 2015 | Чемпионат мира по кёрлингу среди смешанных команд 2015   | Россия (смеш. команда) | 4     |
| 2017 | Чемпионат Европы по кёрлингу 2017                        | Россия (мужская)       | 6     |
| 2018 | Чемпионат Европы по кёрлингу 2018                        | Россия (женская)       | 4     |
| 2019 | Чемпионат мира по кёрлингу среди женщин 2019             | Россия (женская)       | 5     |